# Linoghin (Nagréongo)
Pour les articles homonymes, voir Linoghin.
Linoghin est une localité située dans le département de Nagréongo de la province de l'Oubritenga dans la région Plateau-Central au Burkina Faso.

## Géographie
Linoghin se trouve à environ 36 km à l'est du centre de Ouagadougou, à 15 km au sud-est de Ziniaré, le chef-lieu provincial et à seulement 1 km du chef-lieu départemental Nagréongo. La commune est traversée par la route nationale 4 reliant Ouagadougou à l'est du pays.

## Santé et éducation
Le centre de soins le plus proche de Linoghin est le centre de santé et de promotion sociale (CSPS) de Nagréongo tandis que le centre médical avec antenne chirurgicale (CMA) de la province se trouve à Ziniaré.
Le village possède deux écoles primaires publiques.